# 鵙傘鳥屬
鵙傘鳥屬（學名：Laniisoma）是蒂泰霸鹟科的一属。

## 下属物种
本属包括以下物种：
- Laniisoma buckleyi (P.L.Sclater & Salvin, 1880)
- 鵙傘鳥 Laniisoma elegans (Thunberg, 1823)